# Iden (Altmark)
Iden is een gemeente in de Duitse deelstaat Saksen-Anhalt, en maakt deel uit van de Landkreis Stendal.
Iden telt 783 inwoners.

## Indeling gemeente
De volgende Ortsteile maken deel uit van de gemeente:
- Busch, sinds 1 juli 1950
- Büttnershof, sinds 1 juli 2009
- Germerslage, sinds 1 juli 2009
- Kannenberg, sinds 1 juli 2009
- Rohrbeck, sinds 1 juli 1950
- Sandauerholz, sinds 1 juli 2009

Van 1 januari 1957 tot 31 december 1989 heeft het Ortsteil deel uitgemaakt van de gemeente Iden, daarna is het opgegaan in de gemeente Königsmark
Aland ·
Altmärkische Höhe ·
Altmärkische Wische ·
Arneburg ·
Bismark (Altmark) ·
Eichstedt (Altmark) ·
Goldbeck ·
Hassel ·
Havelberg ·
Hohenberg-Krusemark ·
Iden ·
Kamern ·
Klietz ·
Osterburg (Altmark) ·
Rochau ·
Sandau (Elbe) ·
Schollene ·
Schönhausen (Elbe) ·
Seehausen (Altmark) ·
Stendal ·
Tangerhütte ·
Tangermünde ·
Vinzelberg ·
Werben (Elbe) ·
Wust-Fischbeck ·
Zehrental